# Paecilomyces gunnii
Paecilomyces gunnii är en svampart som beskrevs av Z.Q. Liang 1985. Paecilomyces gunnii ingår i släktet Paecilomyces och familjen Trichocomaceae.   Inga underarter finns listade i Catalogue of Life.